# ハン・カルロス・バルガス
ハン・カルロス・バルガス・カンポ（Jan Carlos Vargas Campo , 1995年3月13日 - ）は、パナマ・チリキ県出身のプロサッカー選手。プリメーラ・ディビシオン・デ・ベネズエラのデポルティーボ・タチラFCに所属している。ポジションはDF。 

## 来歴
2012年に国内リーグリーガ・パナメーニャのタウロFCでプロデビュー。以降2017年シーズンまで主力として活躍し、リーグ戦100試合以上に出場した。
2017年12月、プリメーラ・ディビシオン・デ・ベネズエラのデポルティーボ・タチラFCへの移籍が発表された。

## パナマ代表
2016年にFIFA非公認のマルティニーク代表戦で、パナマ代表デビュー。2017 CONCACAFゴールドカップにも出場した。